# Ardisia byrsonimae
Ardisia byrsonimae är en viveväxtart som beskrevs av William Thomas Stearn. Ardisia byrsonimae ingår i släktet Ardisia och familjen viveväxter. Inga underarter finns listade i Catalogue of Life.